# Shōin-Universität

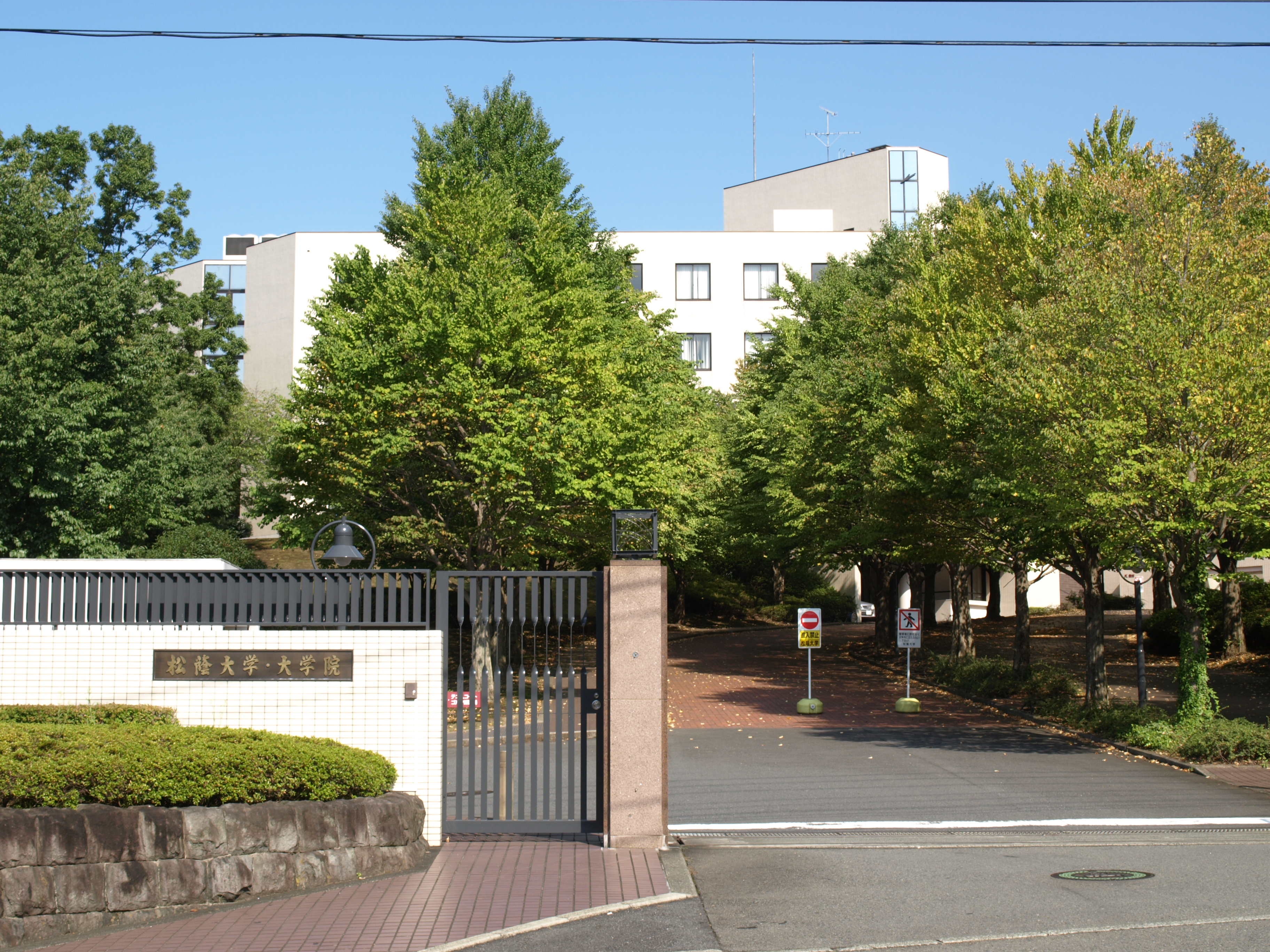
Eingang am Atsugi-Campus

Die Shōin-Universität (jap. 松蔭大学 Shōin Daigaku) ist eine Privatuniversität in der Präfektur Kanagawa, Japan. Sie wurde 1941 unter dem Namen Shōin-Frauenakademie (松蔭女学校, Shōin Jogakkō) gegründet, erlangte im Jahr 2000 den Status einer Universität als Shōnan-Frauenuniversität (松蔭女子大学, Shōin Joshi Daigaku) und erhielt 2004 mit dem Wechsel zu einer koedukativen Lehranstalt den heutigen Namen.
Die Universität verteilt sich auf sieben Standorte:
- Atsugi-Morinosato (Hauptcampus)[1]
  - Shoin Library[2]
- Atsugi Station (Campus)
- Shōnan (Campus)
- Shimokitazawa (Campus)
- Kitazawa Station (Außencampus)

## Fakultäten
- Fakultät für Betriebswirtschaft und Unternehmenskultur
  - Abteilung für Finanzen und Wirtschaft
  - Abteilung für Wirtschaft und Recht
  - Abteilung für Unternehmensführung
- Fakultät für Kommunikation und Kultur
  - Abteilung für Japanische Kultur und Kommunikation
  - Abteilung für interkulturelle Kommunikation
  - Abteilung für Psychologie des Alltags
- Fakultät für Tourismus, Medien und Kulturwissenschaften
  - Abteilung für Tourismus und Kulturwissenschaften
  - Abteilung für Medien und Informationswissenschaft

## Bekannte Alumni
- Zard – erfolgreichste japanische Popmusikerin in den 1990er Jahren